# Cosimo Boscaglia
‎Cosimo Boscaglia, italijanski filozof, * 1550, † 1621.
Boscaglia je bil prvi (do zdaj znani), ki je Galileja obtožil herezije.